# FK Dnjipro
Dnjipro je ukrajinski profesionalni nogometni klub iz grada Dnjipra. Igraju na stadionu Dnipro Arena.

## Povijest
Klub je osnovan 1925. kao amaterska momčad tvornice Petrovskij. Godinu nakon ime se mijenja u Petrovec. 1936. krenuli su s natjecanjem u nižoj SSSR ligi pod nazivom Stal što je ukrajinski naziv za čelik. 
1947. ujedinili su se Stal i Dinamo iz Dnjipra. Od 1949. do 1961. nastupaju pod imenom Metalurh (Metalurg). Prvi veći uspjeh bilo je iznenađujuće polufinale SSSR-kupa 1954. gdje ih je dobio Spartak iz Jerevana.
1961. velika je prekretnica u povijesti kluba bila potpisivanje ugovora s moćnom sovjetskom tvrtkom Jugmark. Taj sponzor mijenja ime kluba u Dnipro, koji se zadržao do danas. 1968. trener kluba postaje legendarni Valerij Lobanovs'kyj. U 3 godine pod Lobanovskim dospjeli su do prve lige, i to do 6. mjesta. 1973. i 1976. igraju opet 1/2 finale kupa, no nisu prošli dalje. 1978. ispali su iz 1. lige. Brzo su se vratili, no, od tad igraju relativno slabo i spašavaju se od ponovnog ispadanja. 
Nakon što su u Vladimir Jemec i Hennadij Žizdik počeli u duetu vršiti trenersku funkciju došli su do najvećih uspjeha dosad. Počeli su puno bolje igrati, kasnije završili i kao prvaci SSSR-a 1983. godine. Opet su naslov osvojili 5 godina poslije pod vodstvom Jevhena Kučerevskog. 1985. igrali su u četvrtfinalu Lige prvaka gdje ih je nakon jedanaesteraca izbacio francuski Girondins de Bordeaux. Godina 83., 84., 87., 88. i 89. bili su najbolja ukrajinska momčad u SSSR-u. Nakon raspada Sovjetskog Saveza postali su bitan faktor Ukrajinske Premier lige. U četvrtfinalu Lige prvaka opet su se našli i 1990., no ovaj ih je put izbacila portugalska Benfica s ukupno 4:0. U Ukrajini su 1993. drugi, a čak 5 puta treći. U finalu kupa bili su 1995., 1997. i 2004., a svaki ih je put porazio Šahtar iz Donjecka. Najlošiji su plasman zabilježili sezone 2005./06. osvojivši 6. poziciju.

## Trofeji
- SSSR liga: 1983., 1988.
- SSSR kup: 1989.
- SSSR superkup: 1988.
- Federacijski kup SSSR-a: 1986., 1989.

## Poznati igrači
- Anatolij Demjanenko
- Oleg Protasov
- Oleh Taran
- Genadij Litovčenko
- Dmitrij Parfenov
- Oleh Venglinski
- Serhij Nazarenko
- Ruslan Rotan
- Nikola Kalinić
- Ivan Strinić
- Mladen Bartulović

## Poznati treneri
- Bernd Stange
- Oleg Protasov
- Juande Ramos

## Vanjske poveznice
- Službene stranice  Arhivirana inačica izvorne stranice od 24. veljače 2011. (Wayback Machine)